# Gouvernement Lars Løkke Rasmussen I
 (août 2023).
Si vous disposez d'ouvrages ou d'articles de référence ou si vous connaissez des sites web de qualité traitant du thème abordé ici, merci de compléter l'article en donnant les références utiles à sa vérifiabilité et en les liant à la section « Notes et références ».
Royaume de Danemark
Fogh Rasmussen III Thorning-Schmidt I
Le gouvernement Lars Løkke Rasmussen I (Regeringen Lars Løkke Rasmussen I, en danois) est le gouvernement du royaume de Danemark entre le 7 avril 2009 et 3 octobre 2011, durant la soixante-sixième législature du Folketing.

## Coalition et historique
Dirigé par le nouveau Premier ministre libéral Lars Løkke Rasmussen, il est formé d'une coalition de centre droit entre le Parti libéral (V) et le Parti populaire conservateur (KF), qui disposent ensemble de 64 députés sur 179 au Folketing, soit 35,8 % des sièges. Il bénéficie du soutien du Parti populaire danois (DF) et d'un député des Îles Féroé, qui détiennent 26 sièges. La majorité gouvernementale dispose donc de 90 députés sur 179 au Folketing, soit 50,3 % des sièges.
Il a été formé à la suite de la démission du Premier ministre libéral Anders Fogh Rasmussen, nommé secrétaire général de l'OTAN, et succède à son troisième cabinet, formé et soutenu par les mêmes partis. Du fait de la victoire des formations de centre gauche lors des élections législatives du 15 septembre 2011, il a été remplacé par le cabinet de la sociale-démocrate Helle Thorning-Schmidt, formé par les Sociaux-démocrates (SD), la Gauche radicale (RV) et le Parti populaire socialiste (SF).

## Composition

### Initiale
- Les nouveaux ministres sont indiqués en gras, ceux ayant changé d'attributions en italique.

| Fonction                                                                                        | Titulaire | Titulaire                              | Parti |
| ----------------------------------------------------------------------------------------------- | --------- | -------------------------------------- | ----- |
| Premier ministre                                                                                |           | Lars Løkke Rasmussen                   | V     |
| Ministre des Affaires étrangères                                                                |           | Per Stig Møller                        | KF    |
| Ministre des Finances                                                                           |           | Claus Hjort Frederiksen                | V     |
| Ministre de la Justice                                                                          |           | Brian Mikkelsen                        | KF    |
| Ministre de la Défense                                                                          |           | Søren Gade                             | V     |
| Ministre de la Culture                                                                          |           | Carina Christensen                     | KF    |
| Ministre de la Fiscalité                                                                        |           | Kristian Jensen                        | V     |
| Ministre de l'Économie et du Commerce                                                           |           | Lene Espersen                          | KF    |
| Ministre de l'Alimentation, de l'Agriculture et de la Pêche                                     |           | Eva Kjer Hansen                        | V     |
| Ministre de l'Emploi Ministre de l'Égalité des chances                                          |           | Inger Støjberg                         | V     |
| Ministre de la Science, de la Technologie et du Développement                                   |           | Helge Sander                           | V     |
| Ministre de l'Éducation Ministre de la Coopération nordique                                     |           | Bertel Haarder                         | V     |
| Ministre de la Coopération pour le développement                                                |           | Ulla Tørnæs                            | V     |
| Ministre de l'Intérieur et des Affaires sociales                                                |           | Karen Ellemann                         | V     |
| Ministre du Climat et de l'Énergie                                                              |           | Connie Hedegaard (jusqu'au 24/11/2009) | KF    |
| Ministre du Climat et de l'Énergie                                                              |           | Lykke Friis                            | V     |
| Ministre des Transports                                                                         |           | Lars Barfoed                           | KF    |
| Ministre de la Santé et de la Prévention                                                        |           | Jakob Axel Nielsen                     | KF    |
| Ministre des Réfugiés, des Immigrants et de l'Intégration Ministre des Affaires ecclésiastiques |           | Birthe Rønn Hornbech                   | V     |
| Ministre de l'Environnement                                                                     |           | Troels Lund Poulsen                    | V     |
| Ministre de la Conférence de Copenhague de 2009 sur le climat                                   |           | Connie Hedegaard (jusqu'au 20/12/2009) | KF    |

### Remaniement du23 février 2010
- Les nouveaux ministres sont indiqués en gras, ceux ayant changé d'attributions en italique.

| Fonction                                                                                        | Titulaire | Titulaire               | Parti |
| ----------------------------------------------------------------------------------------------- | --------- | ----------------------- | ----- |
| Premier ministre                                                                                |           | Lars Løkke Rasmussen    | V     |
| Ministre des Affaires étrangères                                                                |           | Lene Espersen           | KF    |
| Ministre des Finances                                                                           |           | Claus Hjort Frederiksen | V     |
| Ministre de la Justice                                                                          |           | Lars Barfoed            | KF    |
| Ministre de la Défense                                                                          |           | Gitte Lillelund Bech    | V     |
| Ministre de la Culture                                                                          |           | Per Stig Møller         | KF    |
| Ministre de la Fiscalité                                                                        |           | Troels Lund Poulsen     | V     |
| Ministre de l'Économie et du Commerce                                                           |           | Brian Mikkelsen         | KF    |
| Ministre de l'Alimentation, de l'Agriculture et de la Pêche                                     |           | Henrik Høegh            | V     |
| Ministre de l'Emploi                                                                            |           | Inger Støjberg          | V     |
| Ministre de la Science, de la Technologie et du Développement                                   |           | Charlotte Sahl-Madsen   | KF    |
| Ministre de l'Éducation                                                                         |           | Tina Nedergaard         | V     |
| Ministre de la Coopération pour le développement                                                |           | Søren Pind              | V     |
| Ministre de l'Intérieur et de la Santé                                                          |           | Bertel Haarder          | V     |
| Ministre du Climat et de l'Énergie Ministre de l'Égalité des chances                            |           | Lykke Friis             | V     |
| Ministre des Transports                                                                         |           | Hans Christian Schmidt  | V     |
| Ministre des Affaires sociales                                                                  |           | Benedikte Kiær          | KF    |
| Ministre des Réfugiés, des Immigrants et de l'Intégration Ministre des Affaires ecclésiastiques |           | Birthe Rønn Hornbech    | V     |
| Ministre de l'Environnement Ministre de la Coopération nordique                                 |           | Karen Ellemann          | V     |

### Remaniement du8 mars 2011
- Les nouveaux ministres sont indiqués en gras, ceux ayant changé d'attributions en italique.

| Fonction                                                                                                   | Titulaire | Titulaire               | Parti |
| --- | --------- | ----------------------- | ----- |
| Premier ministre                                                                                           |           | Lars Løkke Rasmussen    | V     |
| Ministre des Affaires étrangères                                                                           |           | Lene Espersen           | KF    |
| Ministre des Finances                                                                                      |           | Claus Hjort Frederiksen | V     |
| Ministre de la Justice                                                                                     |           | Lars Barfoed            | KF    |
| Ministre de la Défense                                                                                     |           | Gitte Lillelund Bech    | V     |
| Ministre de la Culture Ministre des Affaires ecclésiastiques                                               |           | Per Stig Møller         | KF    |
| Ministre de la Fiscalité                                                                                   |           | Peter Christensen       | V     |
| Ministre de l'Économie et du Commerce                                                                      |           | Brian Mikkelsen         | KF    |
| Ministre de l'Alimentation, de l'Agriculture et de la Pêche                                                |           | Henrik Høegh            | V     |
| Ministre de l'Emploi                                                                                       |           | Inger Støjberg          | V     |
| Ministre de la Science, de la Technologie et du Développement                                              |           | Charlotte Sahl-Madsen   | KF    |
| Ministre de l'Éducation                                                                                    |           | Troels Lund Poulsen     | V     |
| Ministre de la Coopération pour le développement Ministre des Réfugiés, des Immigrants et de l'Intégration |           | Søren Pind              | V     |
| Ministre de l'Intérieur et de la Santé                                                                     |           | Bertel Haarder          | V     |
| Ministre du Climat et de l'Énergie Ministre de l'Égalité des chances                                       |           | Lykke Friis             | V     |
| Ministre des Transports                                                                                    |           | Hans Christian Schmidt  | V     |
| Ministre des Affaires sociales                                                                             |           | Benedikte Kiær          | KF    |
| Ministre de l'Environnement Ministre de la Coopération nordique                                            |           | Karen Ellemann          | V     |

## Féminisation du gouvernement
Lors de sa formation, le cabinet contient huit femmes ministres, sur un total de vingt-deux portefeuilles ministériels.